# Godsmack
Godsmack – amerykański zespół hardrockowy założony w 1995 roku w Lawrence w stanie Massachusetts. Ma na koncie ponad 10 milionów sprzedanych albumów w Stanach Zjednoczonych i dodatkowe 2 miliony na całym świecie, w tym ponad 2 miliony sprzedanych singli na całym świecie. Trzy wydane pod rząd albumy studyjne zespołu, Faceless (2003), IV (2006) i The Oracle (2010), zajęły pierwsze miejsce na amerykańskiej liście przebojów Billboard 200. Zespół jest laureatem licznych nagród, ponadto czterokrotnie otrzymywał nominację do nagrody Grammy.

## Historia

### Lata 1995–2000: Formowanie zespołu,All Wound Up,Godsmack

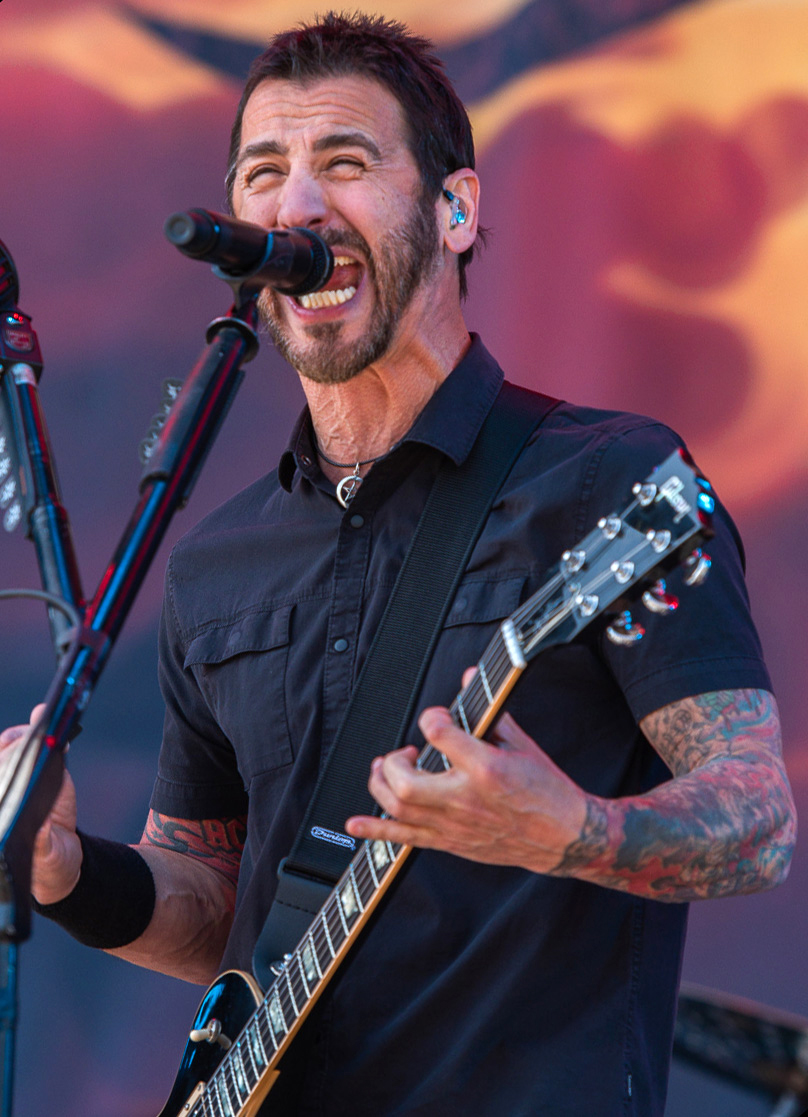
Sully Erna – założyciel, lider, wokalista i gitarzysta rytmiczny zespołu, w 2019 roku

W lutym 1995 roku Sully Erna po ponad 23 latach gry na perkusji m.in. w zespołach Strip Mind (w latach 1992–1994) i Meliah Rage (w latach 1992–1995) postanowił założyć nowy zespół, w którym mógłby pełnić rolę frontmana. Skład kapeli uzupełnili basista Robbie Merrill, gitarzysta Lee Richards i perkusista Tommy Stewart. Zespół początkowo nosił nazwę The Scam (w tłum. na pol. „przekręt”) i pod nią wydał sześcioutworowe demo. Później przyjął nazwę Godsmack, stanowiącą połączenie słów god (pol. „bóg”) i smack (pol. „klaps”), co do której można w mediach znaleźć informację, że wywodzi się od piosenki „God Smack” pochodzącej z albumu Dirt zespołu Alice in Chains, ponadto na takie pochodzenie nazwy wskazał Robbie Merrill w wypowiedzi na albumie wideo Smack This!. Sully Erna jednak w wywiadzie w 1999 roku stwierdził, że obecna nazwa zespołu ma swoje korzenie w panującej w religii wicca, której jest wyznawcą, zasadzie, zgodnie z którą jeśli zrobi się komuś coś złego, to wraca to do sprawcy, by go prześladować, jako „klaps od Boga” (godsmack), a przyjęta została w następstwie zdarzenia, opisanego przez Ernę następująco: 

Naśmiewałem się z kogoś, kto miał opryszczkę na wardze, a następnego dnia sam ją miałem i ktoś powiedział: „To klaps od Boga”.

{{Cytat}} Nieprawidłowe/puste pola: "styl".
W innym wywiadzie z 1999 roku Erna doprecyzował, że osobą, z której się naśmiewał w związku z opryszczką był ówczesny perkusista zespołu Joe D’Arco, zaś tym, który dał mu do zrozumienia, że dzień później doświadczył „klapsa od Boga” był gitarzysta Tony Rombola. Tak natomiast odniósł się do piosenki pt. „God Smack”: 

Znaliśmy piosenkę Alice In Chains, ale tak naprawdę nie myśleliśmy o niej zbyt wiele. To fajna piosenka i jej nazwa miała dla nas znaczenie.

{{Cytat}} Nieprawidłowe/puste pola: "styl".
Nowo powstały zespół zaczął występować w małych barach w swoim rodzinnym mieście, Bostonie. Cieszące się lokalną popularnością dwa utwory Godsmacka, „Keep Away” i „Whatever”, wkrótce osiągnęły szczyty list przebojów na obszarze Bostonu/Nowej Anglii. W 1996 roku zespół opuściło dwóch członków: Lee Richards w związku z zamiarem pomocy w wychowaniu swojego sześcioletniego dziecka, o którego istnieniu dotychczas nie wiedział, i Tommy Stewart z powodu różnic personalnych. Ich miejsce zajęli, odpowiednio, Tony Rombola (jeszcze w tym samym roku) i Joe D’Arco (w 1997 roku). Rok później zespół w składzie Sully Erna, Robbie Merrill i Tony Rombola po raz pierwszy wszedł do studia i nagrał w ciągu trzech dni za 2600 dolarów swój pierwszy album studyjny, zatytułowany All Wound Up i wydany w lutym 1997 roku w niskim nakładzie za sprawą własnej wytwórni zespołu, E.K. Records Company. Album doczekał się łącznie czterech tłoczeń w latach 1997–1998. W drugim tłoczeniu albumu w booklecie na liście twórców jako perkusista wymieniony był Joe D’Arco – stanowiło to poprawę błędu z pierwszego tłoczenia wydawnictwa, gdzie jako perkusista widniał Tony Rombola. Dalej jednak była to nieprawdziwa informacja, gdyż w rzeczywistości D’Arco dołączył do zespołu już po wydaniu All Wound Up, a wszystkie partie perkusyjne na albumie zagrał Sully Erna.
Przez kolejne dwa lata zespół grał w Bostonie i okolicach, zdobywając mocną reputację dobrego zespołu w występach na żywo i przyciągając coraz większą publiczność na swoje koncerty. Debiutancki album formacji cieszył się popularnością w Bostonie, a w końcu jego kopia trafiła w ręce Rocko, nocnego DJ-a w lokalnej stacji radiowej WAAF (FM). WAAF (FM) często odtwarzała „Keep Away” i utwór szybko awansował na pierwsze miejsce na playliście stacji. Dodatkowo Newbury Comics, sieć sklepów płytowych w Nowej Anglii, zgodziła się sprzedawać album All Wound Up w swoich sklepach. Krótko po sukcesie „Keep Away” Godsmack wrócił do studia i nagrał singel z utworem „Whatever”, który stał się nowym ulubieńcem WAAF (FM). W wyniku sukcesu singla album Godsmacka zaczął sprzedawać się w setkach egzemplarzy tygodniowo, a w końcu sprzedaż wzrosła do ponad tysiąca egzemplarzy tygodniowo, stając się drugim najlepiej sprzedającym się wydawnictwem w sieci Newbury Comics. Utwór „Whatever”, nieobecny na trackliście All Wound Up w pierwszym i drugim tłoczeniu, został do niej dodany w tłoczeniu trzecim i czwartym z 1998 roku. Koncerty Godsmacka zaczęły się wyprzedawać w całej Nowej Anglii, co jednocześnie spowodowało wzrost popytu na muzykę zespołu w lokalnych stacjach radiowych i zwiększenie sprzedaży kopii albumu kapeli.
Latem 1998 roku Godsmack podpisał kontrakt z dużą wytwórnią Universal/Republic Records. Niedługo później Joe D’Arco został usunięty z zespołu z powodu problemów z narkotykami i wynikającej z nich niezdolności do występów na żywo; zastąpił go oryginalny perkusista kapeli Tommy Stewart, który zadeklarował chęć powrotu do niej. Następnie w bostońskim studiu New Alliance Studios album All Wound Up został poddany zremasterowaniu i modyfikacji tracklisty – dodano instrumentalny utwór „Someone in London” oraz usunięto utwór „Goin’ Down” (pojawił się na kolejnym albumie zespołu), po czym 25 sierpnia 1998 roku wydano go w zmienionej oprawie graficznej i pod taką samą nazwą jak zespół. Krótko po wydaniu albumu Universal/Republic promowała go singlem „Whatever”, a następnie opublikowane zostały „Keep Away” (w czerwcu 1999 roku), „Voodoo” (w październiku 1999 roku) i „Bad Religion” (na początku 2000 roku). Wszystkie zajmowały dość wysokie miejsca na listach przebojów tj. Mainstream Rock Tracks czy Alternative Radio. W niedługim okresie po ukazaniu się Godsmack w sprzedaży zespół występował jako support przed zespołem Sevendust, grał koncerty klubowe, a także ruszył w swoją pierwszą samodzielną trasę koncertową The Godsmack Tour. Oprócz tego wystąpił na festiwalu Woodstock 1999 oraz dwukrotnie na festiwalu Ozzfest (w 1999 i 2000 roku), a ponadto ruszył w europejską trasę koncertową z zespołem Black Sabbath.
Album Godsmack zadebiutował na liście Billboard 200 na 22. miejscu. W 1999 roku uzyskał w Stanach Zjednoczonych złoty certyfikat, zaś dwa lata później osiągnął w tym kraju czterokrotny platynowy certyfikat (pod koniec 2024 roku dorobił się w USA pięciokrotnej platyny). W Kanadzie natomiast w 2000 roku pokrył się złotem. Album sprzedawał się dobrze, mimo iż początkowo został wycofany ze sprzedaży, m.in. przez sieci handlowe Walmart i Kmart, z powodu zawierających kontrowersyjne wyrażenia tekstów niektórych utworów. W końcu wytwórnia zdecydowała o umieszczeniu na albumie oznaczenia Parental Advisory, a niektóre sklepy zamówiły poprawione kopie wydawnictwa. 
W 1999 i 2000 roku Godsmack otrzymał na galach Boston Music Awards nagrody w ogółem ośmiu kategoriach, m.in. Debut Album of the Year (Godsmack), Single of the Year („Whatever”), Outstanding Song/Songwriter („Keep Away”) i Outstanding Male Vocalist (Sully Erna).

### Lata 2000–2007:Awake,Faceless,The Other Side,IV

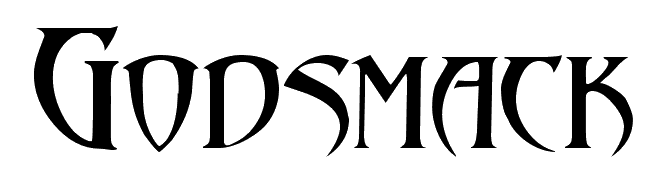
Logo zespołu używane na okładkach albumów od Awake do 1000hp

31 października 2000 roku premierę miał drugi studyjny album Godsmacka, Awake. Na kilka miesięcy przed wydaniem albumu w charakterze singla promującego opublikowany został utwór tytułowy, zaś w 2001 roku do sprzedaży trafiły dwa kolejne single: „Bad Magick” (w lutym) i „Greed” (w maju). Tytułowy utwór z albumu w latach 2000–2001 zdominował rockowe stacje radiowe i pobił rekordy różnych list przebojów. Oprócz tego „Awake” oraz „Greed” uplasowały się na podium listy Mainstream Rock Tracks, zajmując na niej, odpowiednio, 1. i 3. miejsce. Na popularność utworu „Awake” niemały wpływ miało także wykorzystanie go wraz z otwierającym album utworem „Sick of Life” jako tło muzyczne w emitowanych przez kilka lat telewizyjnych reklamach rekrutacyjnych Marynarki Wojennej Stanów Zjednoczonych. Innym wartym odnotowania faktem dotyczącym treści albumu Awake była mająca miejsce w 2002 roku nominacja instrumentalnego utworu „Vampires” do nagrody Grammy w kategorii Best Rock Instrumental Performance oraz wykorzystanie utworu „Goin’ Down” w ścieżce dźwiękowej filmu Mission: Impossible II. W ramach promocji albumu Godsmack koncertował po całych Stanach Zjednoczonych, wyprzedając hale i otwarte plenery. Dodatkowo zespół odbył trasę koncertową po Europie, wspierając grupę Limp Bizkit. Awake w pierwszym tygodniu od premiery sprzedał się w liczbie 260 000 egzemplarzy. Osiągnął 5. miejsce na liście Billboard 200, w 2000 roku uzyskał platynowy certyfikat w Kanadzie, a dwa lata później podwójny platynowy certyfikat w Stanach Zjednoczonych.
W 2001 roku grupa otrzymała cztery nagrody na gali Boston Music Awards, m.in. w kategoriach Album of the Year (Awake) i Male Vocalist of the Year (Sully Erna). Oprócz tego zdobyła nagrodę na gali Billboard Music Awards w kategorii Rock Artist of the Year. 19 lipca tego roku ukazał się pierwszy album wideo zespołu, Godsmack Live, zawierający materiał z nagranego w tym samym roku koncertu w Centrum Center w Worcester w stanie Massachusetts. Cztery lata później otrzymał on złoty certyfikat. 
W 2002 roku Sully Erna zdobył nagrodę w kategorii Male Vocalist of the Year, zaś cała grupa Godsmack w kategorii Outstanding Rock Band podczas Boston Music Awards. W tym samym roku Erna został poproszony o napisanie i wykonanie utworu do ścieżki dźwiękowej filmu Król Skorpion. W ten sposób światło dzienne ujrzał utwór zatytułowany „I Stand Alone”, który zajął 1. miejsce na listach Mainstream Rock Tracks oraz Rock Radio i który był najczęściej odtwarzaną piosenką w radiowym formacie Active Rock w 2002 roku przez 14 tygodni z rzędu. W 2003 roku był natomiast nominowany do nagrody Grammy w kategoriach Best Rock Song i Best Hard Rock Performance. Oprócz ścieżki dźwiękowej mającego premierę wiosną 2002 roku Króla Skorpiona „I Stand Alone” trafił także na ścieżkę dźwiękową wydanej w 2004 roku gry komputerowej Prince of Persia: Dusza wojownika – był tam odtwarzany za każdym razem, gdy pojawiał się Dahaka.
9 kwietnia 2002 roku premierę miał drugi album wideo zespołu, Smack This!. W czerwcu 2002 roku, gdy cykl tras koncertowych związanych z Awake dobiegł końca i jednocześnie gdy Godsmack pracował nad nowym albumem, perkusista Tommy Stewart po raz drugi odszedł z zespołu z powodu różnic personalnych. W sierpniu tego roku Sully Erna potwierdził, że nowym perkusistą zespołu Godsmack został Shannon Larkin, jego długoletni przyjaciel, były członek m.in. zespołów Amen i Ugly Kid Joe. Z Larkinem w składzie zespół udał się do Miami, by nagrywać trzecie studyjne wydawnictwo. Ukazało się ono 8 kwietnia 2003 roku pod tytułem Faceless. Album zadebiutował na pierwszym miejscu na liście Billboard 200 oraz w zestawieniu Top Internet Albums, utrzymując się na tej pozycji przez dwa tygodnie, i sprzedał się w liczbie ponad 260 000 egzemplarzy w pierwszym tygodniu. Ogółem w USA sprzedaż wyniosła ponad milion kopii (taką ich liczbę, według ówczesnego komunikatu medialnego wytwórni Universal/Republic Records, wysłano do sprzedaży detalicznej przed datą premiery), dzięki czemu do maja 2003 roku album zyskał w tym kraju status platynowej płyty. W Kanadzie wydawnictwo dorobiło się z kolei złota. Głównym singlem promującym Faceless był opublikowany jeszcze przez wydaniem albumu utwór „Straight Out of Line”. Osiągnął on szczyt listy Mainstream Rock Airplay i w 2004 roku był nominowany do nagrody Grammy w kategorii Best Hard Rock Performance. Znalazł się ponadto na ścieżce dźwiękowej gry Prince of Persia: Dusza wojownika, w której był odtwarzany podczas napisów końcowych.
We wrześniu 2003 roku zespół został nagrodzony w kategorii Outstanding Rock/Pop Band na gali Boston Music Awards. 16 marca 2004 roku wydany został minialbum The Other Side, zawierający akustyczne wersje czterech dotychczasowych utworów zespołu: „Keep Away”, „Re-Align”, „Spiral” i „Awake”, który na tym albumie zatytułowany został „Asleep”, a także trzy nowe, utrzymane w akustycznej stylistyce utwory: „Touché”, który współtworzyli Lee Richards, pierwszy gitarzysta Godsmacka, i John Kosco, wówczas wokalista zespołu Dropbox, „Running Blind” i „Voices”. Album zadebiutował na 5. miejscu listy Billboard 200 i pokrył się złotem w Stanach Zjednoczonych. 14 września 2004 roku do sprzedaży trafił ponadto trzeci album wideo zespołu, Changes, będący w zasadzie filmem dokumentalnym o grupie przeplatany koncertem zarejestrowanym podczas trasy promującej album Faceless. Changes w Kanadzie uzyskał platynowy, zaś w USA złoty certyfikat. Oprócz wydania akustycznej EP-ki i albumu wideo Godsmack w 2004 roku otwierał zapoczątkowaną koncertem w Phoenix 2 marca część trasy koncertowej Madly in the Anger with the World Tour  zespołu Metallica, a później w tym samym roku łączył supportowanie Metalliki z trasą koncertową odbywaną wspólnie z zespołem Dropbox i kameralnymi, granymi głównie w teatrach koncertami promującymi The Other Side. Zespół zakończył 2004 rok trzygodzinnym koncertem sylwestrowym w Hard Rock Café w Orlando, podczas którego zagrał niemal każdy utwór ze swojego dorobku, a ponadto covery kilku znanych utworów.

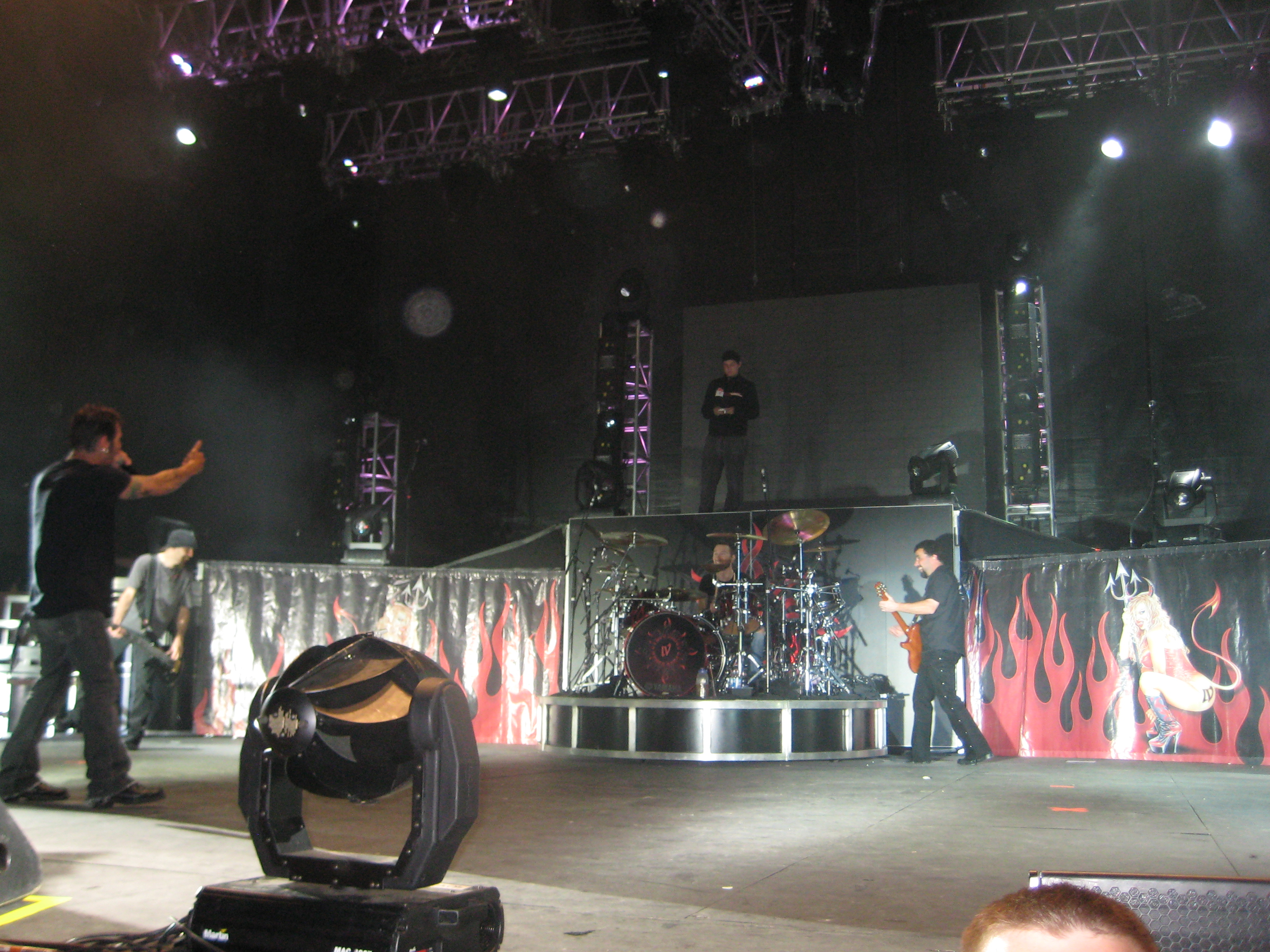
Zespół podczas koncertu w 2007 roku

25 kwietnia 2006 roku Godsmack wydał swój czwarty album studyjny, zatytułowany po prostu IV, po czym nastąpiła trasa koncertowa The IV tour, trwająca do sierpnia 2007 roku. IV był pierwszym albumem zespołu wyprodukowanym wyłącznie przez Sully’ego Ernę, ponadto w pracach nad nim udział brał jako inżynier dźwięku Andy Johns, znany z pracy w tym charakterze dla zespołu Led Zeppelin, m.in. przy jego czwartym albumie. Pierwszy singlem z albumu był „Speak”, wydany 14 lutego 2006 roku. Zajął on pierwsze miejsce na liście Mainstream Rock Tracks, na której czwarte miejsce osiągnęły z kolei dwa inne utwory z albumu: „The Enemy” i „Shine Down”. Album sprzedał się w liczbie 211 000 egzemplarzy w Stanach Zjednoczonych w pierwszym tygodniu od premiery, dzięki czemu zadebiutował na 1. miejscu na liście Billboard 200. Oprócz tego zadebiutował także na 1. miejscu na liście Top Internet Albums i na 4. miejscu na liście Top Canadian Albums. W USA dorobił się statusu złotej płyty. 2006 rok oznaczał dla Godsmacka także zdobycie nagrody w kategorii Hard Rock Act of the Year podczas gali Boston Music Awards.
4 grudnia 2007 roku, w celu uczczenia dziesięciolecia istnienia grupy, w sprzedaży ukazała się zawierająca jej największe przeboje kompilacja Good Times, Bad Times... Ten Years of Godsmack. Na albumie znalazł się także cover utworu „Good Times Bad Times” z repertuaru Led Zeppelin, a także DVD z akustycznym występem Godsmacka w House of Blues w Las Vegas. Album zadebiutował na 35. miejscu na liście Billboard 200, sprzedając się w liczbie 40 000 kopii w pierwszym tygodniu od wydania.

### Lata 2008–2016:The Oracle,1000hp, zakończenie współpracy z Universal/Republic
W listopadzie 2008 roku Shannon Larkin w internetowym oświadczeniu na stronie zespołu stwierdził, że grupa zamierza napisać i nagrać piąty album studyjny. W marcu 2009 roku zespół Mötley Crüe ogłosił, że Godsmack, a także Theory of a Deadman, Drowning Pool i Charm City Devils zagrają wraz z nim podczas letniej północnoamerykańskiej trasy festiwalowej Crüe Fest 2. 9 czerwca 2009 roku ukazał się z kolei najnowszy singel Godsmacka, „Whiskey Hangover”. Po zakończonej 5 września 2009 roku trasie z Mötley Crüe zespół rozpoczął tworzenie swojego nowego albumu studyjnego. Ten, zatytułowany The Oracle, ukazał się w sprzedaży 4 maja 2010 roku. Pierwszym singlem promującym album był „Cryin’ Like a Bitch”, który swego czasu stał się hymnem organizacji mieszanych sztuk walki UFC. Album The Oracle zadebiutował na 1. miejscu listy Billboard 200 jako trzecie z rzędu studyjne wydawnictwo Godsmacka, w pierwszym tygodniu od wydania sprzedając się w liczbie 117 000 egzemplarzy w USA. W kraju tym pokrył się złotem.
W 2011 roku Godsmack wraz z zespołami Disturbed i Megadeth był główną gwiazdą czwartej edycji festiwalu Mayhem Festival. W grudniu tego roku w sieci pojawiła się informacja, że zespół w styczniu 2012 roku wejdzie do studia, aby zmiksować album koncertowy i przygotować kilka coverów z myślą o tym albumie, zaś wiosną 2012 roku wyruszy w trasę koncertową po Stanach Zjednoczonych z zespołem Staind. Gdy nadszedł styczeń 2012 roku poinformowano ponadto, że do wspólnej trasy Godsmacka i Staind dołączy także grupa Halestorm. W lutym 2012 roku Godsmack ukończył prace nad EP-ką z coverami utworów, które przez lata inspirowały zespół. W maju 2012 roku premierę miał dwupłytowy album Live & Inspired, gdzie na pierwszej płycie znalazły się utwory Godsmacka w wykonaniu na żywo podczas koncertu w Fox Theatre w Detroit, zaś drugą zajęło EP z czterema coverami, m.in. pochodzącego z repertuaru Joego Walsha utworu „Rocky Mountain Way”, który od kwietnia 2012 roku dostępny był w streamingu. Wydawnictwo zadebiutowało na 19. miejscu listy Billboard 200, w pierwszym tygodniu od premiery sprzedając się w liczbie około 16 500 kopii w USA. W grudniu tego roku Sully Erna w jednym z wywiadów stwierdził, że w 2013 roku zespół zrobi sobie przerwę w działalności, gdyż „przez ostatnie dwa lata po prostu żył w biegu”. W styczniu 2013 roku Erna zapowiedział krótką sześciokoncertową trasę po Wschodnim Wybrzeżu promującą jego pierwszy solowy album, Avalon.

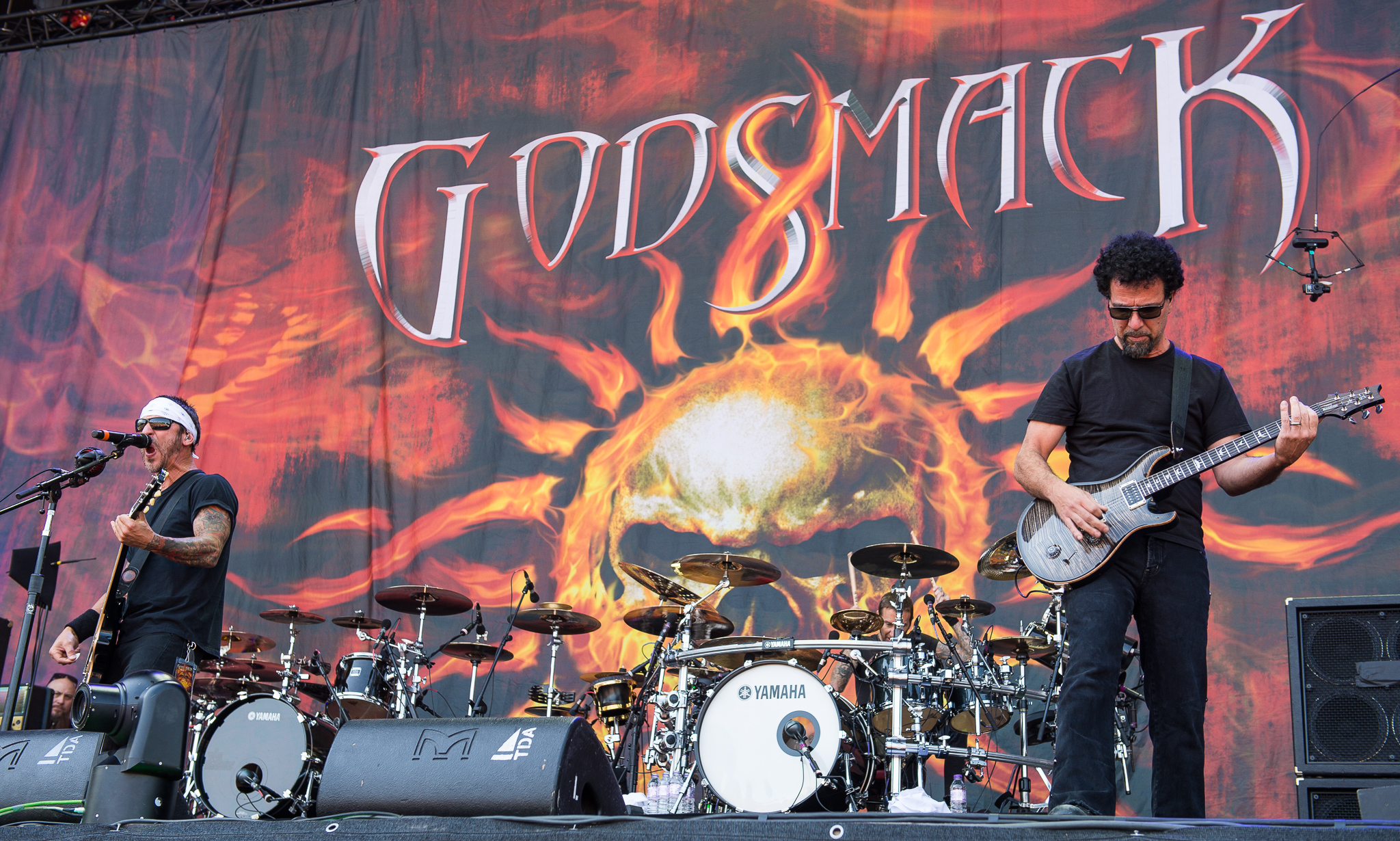
Zespół podczas koncertu w 2015 roku

W lutym 2014 roku Sully Erna poinformował w serwisie Twitter, że zespół osiągnął znaczący postęp w tworzeniu piosenek na nowy studyjny album przygotowując 11 utworów w dwa tygodnie. W kwietniu 2014 roku Erna ogłosił na Facebooku, że grupa nagrała w sumie 15 utworów i jest w trakcie procesu wybierania najlepszych 10 z nich na nadchodzący szósty album, a po tygodniu, w kolejnym facebookowym wpisie oświadczył, że wszelkie prace związane z nagrywaniem albumu dobiegły końca. W maju 2014 roku Erna stwierdził w wywiadzie, że najnowszy album Godsmacka ukaże się latem tego roku i będzie nosił tytuł 1000hp, podobnie jak i mający zostać wydany w podobnym okresie promujący go singel. Ostatecznie najnowszy album studyjny grupy premierę miał 5 sierpnia 2014 roku. Oprócz utworu tytułowego, wydanego w czerwcu 2014 roku pozostałymi singlami promującymi wydawnictwo były „Something Different” (listopad 2014) i „What’s Next” (czerwiec 2015), który był dostępny do pobrania za darmo na specjalnej stronie internetowej w zamian za przekazanie darowizny na rzecz inicjatywy Home Base Program, z którą zespół podjął współpracę, zajmującą się pomocą amerykańskim weteranom wojen toczonych po 11 września 2001 roku. W pierwszym tygodniu od pojawienia się w sklepach sprzedaż 1000hp wyniosła około 58 000 egzemplarzy, dzięki czemu zadebiutował na 3. miejscu listy Billboard 200.
20 sierpnia 2014 roku Godsmack został ogłoszony jednym z uczestników Soundwave Festival w Australii. 9 czerwca 2015 roku zespół po raz pierwszy wystąpił w Polsce – zagrał koncert w ramach Impact Festivalu na błoniach Atlas Areny w Łodzi. W lipcu tego roku poinformowano, że Godsmack wyruszy w tym roku w jesienną trasę koncertową po Ameryce Północnej, w której na większości koncertów będzie supportowany przez Sevendust, a na kilku rolę supportu będzie pełnił Breaking Benjamin. W sierpniu 2015 roku zespół ogłosił dodanie do północnoamerykańskiej trasy nowych koncertów, wydłużających ją do połowy listopada.
14 października 2015 roku Godsmack opublikował na swojej stronie internetowej nowy singel „Inside Yourself”, udostępniony do darmowego pobrania. 9 września 2016 roku Sully Erna potwierdził, że zespół rozstał się ze swoją dotychczasową wytwórnią, Universal/Republic, i podpisał kontrakt z BMG.

### Od 2017:When Legends Rise,Lighting Up the Sky, odejście Romboli i Larkina
We wrześniu 2017 roku ujawniono, że zespół przygotowuje się do powrotu do studia w celu nagrania siódmego albumu studyjnego. Ten, zatytułowany When Legends Rise, ujrzał światło dzienne 27 kwietnia 2018 roku. Jeszcze przed wydaniem albumu, 28 lutego 2018 roku ukazał się pierwszy promujący go singel, „Bulletproof”, natomiast później opublikowano jeszcze trzy kolejne: „When Legends Rise” (18 września 2018), „Under Your Scars” (19 lipca 2019) i „Unforgettable” (4 lutego 2020). Utwór „Under Your Scars” zajął 1. miejsce na liście Mainstream Rock Songs jako ogółem dziesiąte dzieło zespołu.
22 lipca 2018 roku Godsmack rozpoczął północnoamerykańską trasę koncertową wraz z zespołem Shinedown, mającą zakończyć się w połowie października tego roku. Wcześniej, w maju 2018 roku ogłoszono, że w październiku i listopadzie tego roku zespół odbędzie trasę koncertową po Europie w celu promocji albumu When Legends Rise. Pierwszy koncert tej trasy miał nastąpić pod koniec października 2018 roku, jednak 16 października zespół poinformował, że przekłada trasę na 2019 rok z powodu śmierci syna gitarzysty Tony’ego Romboli.

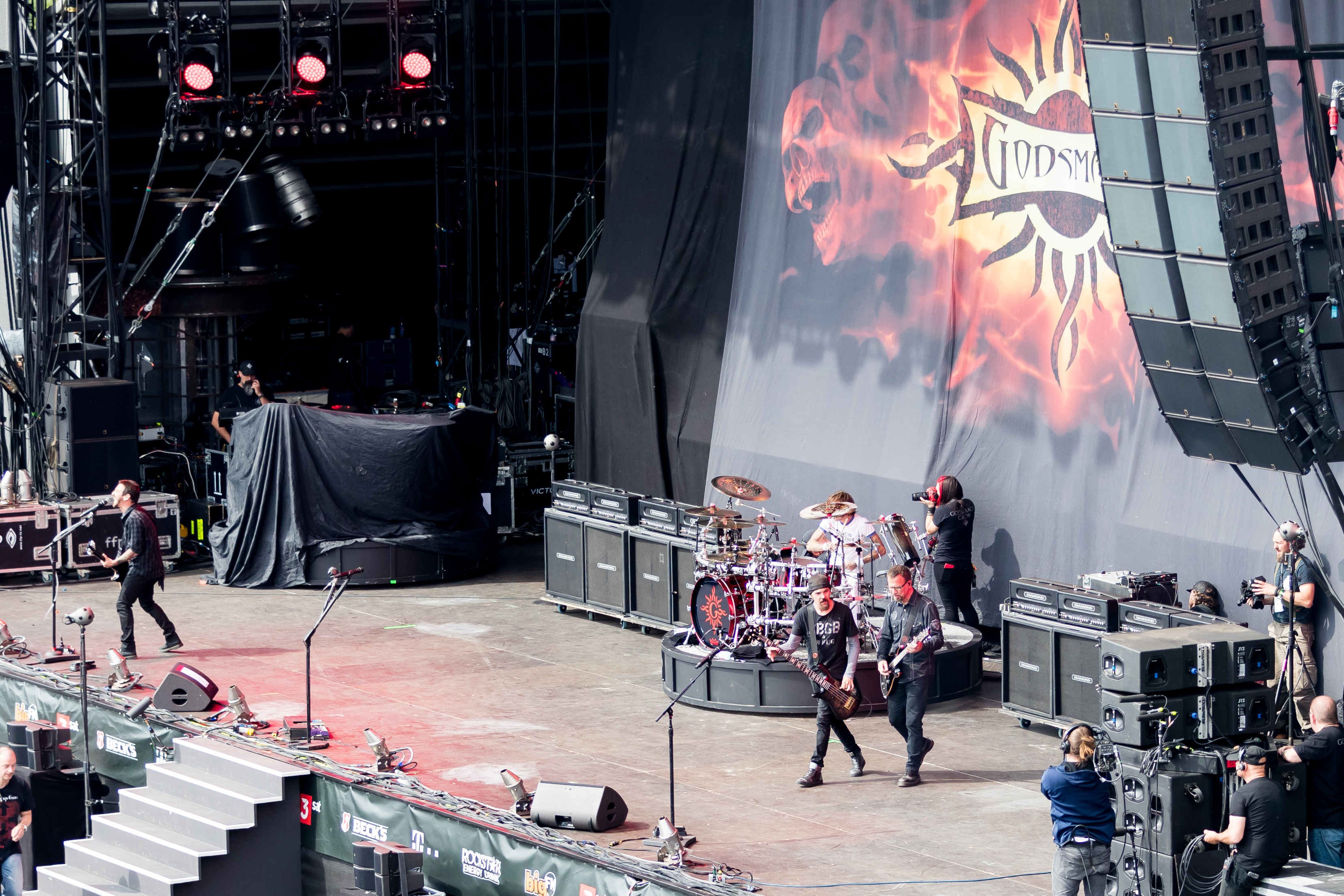
Zespół podczas koncertu na festiwalu Rock am Ring w 2019 roku

We wrześniu 2019 roku Sully Erna w wywiadzie dla kanadyjskiego radia iHeartRadio stwierdził, że zespół przygotowuje się do rozpoczęcia procesu pisania piosenek na kolejny album. Z kolei w sierpniu 2020 roku w rozmowie z podcastem Appetite for Distortion Erna ujawnił, że Godsmack rozważa wydanie w 2021 roku dwóch albumów: akustycznej EP-ki i „długogrającego albumu rockowego”. Dwa lata później, w wypowiedzi dla radia KOMP 92.3 z Las Vegas Erna wyjaśnił, że wraz z zespołem porzucili plany wydania dwóch albumów, gdyż „kilka lat temu byli trochę bardziej ambitni”, a poza tym „chcieli się skupić na jakości, a nie na ilości”. Natomiast niemożliwość ukazania się w 2021 roku jakiegokolwiek wydawnictwa Godsmack perkusista grupy Shannon Larkin w grudniu 2020 roku w rozmowie z podcastem The Metal Teddy Bear Experience tłumaczył rozpoczętym wówczas procesem budowania przez zespół nowej siedziby i studia nagraniowego na Florydzie.
23 kwietnia 2022 roku w wywiadzie dla florydzkiego radia WJRR Sully Erna poinformował, że nowy album został już nagrany i zostanie wydany w pierwszym kwartale 2023 roku, a ponadto dodał, że najnowszy singel ukaże się latem 2022 roku – w połowie lub pod koniec lata. Ostatecznie pierwszy singel z nadchodzącego wydawnictwa ukazał się 28 września 2022 roku pod tytułem „Surrender”. 11 listopada 2022 roku w streamingu znalazł się z kolei drugi singel, „You and I”, ponadto poinformowano, że album ukaże się 24 lutego 2023 roku pod tytułem Lighting Up the Sky. Termin wydania ósmego albumu zespołu został dotrzymany, ponadto opublikowany też wtedy został pochodzący z albumu trzeci singel – „Soul on Fire”. Czwarty i ostatni singel z wydawnictwa, „Truth”, ukazał się 29 lutego 2024 roku. Według mających miejsce w okresie wydania Lighting Up the Sky wypowiedzi czonków zespołu dla tygodnika Billboard, jest to ostatni album studyjny w karierze Godsmacka i po jego wydaniu zamierzają skoncentrować się na działalności koncertowej. Zamknięcie dyskografii zespołu na Lighting Up the Sky aczkolwiek przy jednoczesnym podkreśleniu, że „nie można przewidzieć przyszłości” potwierdził Sully Erna w wywiadzie dla Meltdown w październiku 2024 roku.  
22 marca 2025 roku Godsmack zagrał będący początkiem europejskiej trasy koncertowej koncert w Sofii, na którym zamiast Tony’ego Romboli i Shannona Larkina zagrali, odpowiednio, Sam Koltun z zespołu Dorothy i Will Hunt z zespołu Evanescence – dzień przed koncertem Sully Erna w rozmowie z bułgarską stacją radiową Z-Rock powiedział, że Rombola i Larkin nie biorą udziału w trasie z powodu „spraw osobistych”, a także że on i Robbie Merrill „próbują dokładnie ustalić, co się dzieje”. 2 kwietnia 2025 roku Larkin opublikował w internecie materiał filmowy, w którym stwierdził, że on i Rombola odeszli z zespołu w poprzednim roku z powodu niechęci do dalszego koncertowania i zamiaru skoncentrowania się na życiu rodzinnym. Odejście obu muzyków potwierdzono tego samego dnia w oficjalnym oświadczeniu na profilu zespołu w serwisie Facebook.

## Styl muzyczny i wpływy twórcze
Pod względem stylu wykonywanej muzyki różne źródła klasyfikują zespół Godsmack jako reprezentanta hard rocka, metalu alternatywnego, nu metalu, heavy metalu i post grunge’u. Sam Sully Erna w jednym z wywiadów z 2019 roku nalegał, aby postrzegać Godsmacka jako zespół hardrockowy, który nigdy nie uważał się za metalowy. Jak sam powiedział: 

Moim zdaniem zespoły metalowe zasługują na szacunek – Slipknot, Slayer i wszystkie inne, które naprawdę grają metal. My zawsze zmagaliśmy się z tą tożsamością próbując sprawić, aby ludzie zrozumieli, że tak naprawdę nie jesteśmy zespołem metalowym, jesteśmy zespołem hardrockowym.

{{Cytat}} Nieprawidłowe/puste pola: "styl".
W tym samym wywiadzie Erna podkreślił także, że „największą walką” stoczoną przez zespół na przestrzeni lat była ta z nazywaniem Godsmacka zespołem numetalowym.
Według Sully’ego Erny, a także dwóch wieloletnich członków zespołu, Shannona Larkina i Tony’ego Romboli, w największym stopniu wpływ na twórczość Godsmacka miały takie zespoły jak Aerosmith, Alice in Chains, Black Sabbath, Judas Priest, Led Zeppelin, Metallica, Nine Inch Nails, Pantera i Rush. Długoletni gitarzysta zespołu, Tony Rombola, wśród swoich wpływów na styl gry wymieniał Tony’ego Iommiego, Jimiego Hendrixa, Jimmy’ego Page’a, Joego Satrianiego, Steve’a Vaia, Steviego Raya Vaughana i Gary’ego Moore’a. Natomiast wokalista i lider Sully Erna wskazywał Layne’a Staleya jako tego, który sprawił, że rozpoczął przygodę ze śpiewaniem, ponadto podkreślał, że wiele się nauczył m.in. od Jamesa Hetfielda i Stevena Tylera.

## Muzycy
| Obecny skład zespołu - Sully Erna – wokal prowadzący, gitara rytmiczna (od 1995) - Robbie Merrill – gitara basowa, wokal wspierający (od 1995) Byli członkowie zespołu - Lee Richards – gitara prowadząca (1995–1996) - Tommy Stewart – perkusja (1995–1997, 1998–2002) - Tony Rombola – gitara prowadząca, wokal wspierający (1996–2024) - Joe D’Arco – perkusja (1997–1998) - Shannon Larkin – perkusja (2002–2024) |  |  | Muzycy koncertowi - Chris Decato – instrumenty klawiszowe (2024) - Tim Theriault – gitara rytmiczna (2024) - Sam Koltun – gitara prowadząca (od 2025) - Will Hunt – perkusja (od 2025) |
| |  |  | |

Oś czasu

## Dyskografia
Albumy studyjne
- 1997: All Wound Up
- 1998: Godsmack
- 2000: Awake
- 2003: Faceless
- 2006: IV
- 2010: The Oracle
- 2014: 1000hp
- 2018: When Legends Rise
- 2023: Lighting Up the Sky

## Nagrody i wyróżnienia
| Rok  | Kategoria                          | Tytułem                | Nagroda                | Nota      | Źródło          |
| ---- | ---------------------------------- | ---------------------- | ---------------------- | --------- | --------------- |
| 2001 | Best Rock Instrumental Performance | „Vampires”             | Nagroda Grammy         | Nominacja | [ 28 ] [ 26 ]   |
| 2003 | Best Rock Song                     | „I Stand Alone”        | Nagroda Grammy         | Nominacja | [ 26 ] [ 13 ]   |
| 2003 | Best Hard Rock Performance         | „I Stand Alone”        | Nagroda Grammy         | Nominacja | [ 26 ] [ 13 ]   |
| 2004 | Best Hard Rock Performance         | „Straight Out of Line” | Nagroda Grammy         | Nominacja | [ 26 ]          |
| 2001 | Rock Artist of the Year            | Godsmack               | Billboard Music Awards | Laur      | [ 110 ] [ 26 ]  |
| 2001 | Rock Single of the Year            | „Awake”                | Billboard Music Awards | Nominacja | [ 110 ]         |
| 2006 | Rock Single of the Year            | „Speak”                | Billboard Music Awards | Nominacja | [ 111 ] [ 112 ] |
| 1999 | Rising Star                        | Godsmack               | Boston Music Awards    | Laur      | [ 26 ]          |
| 1999 | Outstanding Debut Rock Band        | Godsmack               | Boston Music Awards    | Laur      | [ 26 ]          |
| 1999 | Single of the Year                 | „Whatever”             | Boston Music Awards    | Laur      | [ 26 ]          |
| 1999 | Debut Album of the Year            | Godsmack               | Boston Music Awards    | Laur      | [ 26 ]          |
| 2000 | Act of the Year                    | Godsmack               | Boston Music Awards    | Laur      | [ 26 ]          |
| 2000 | Outstanding Rock Band              | Godsmack               | Boston Music Awards    | Laur      | [ 26 ]          |
| 2000 | Outstanding Male Vocalist          | Sully Erna             | Boston Music Awards    | Laur      | [ 26 ]          |
| 2000 | Outstanding Song/Songwriter        | „Keep Away”            | Boston Music Awards    | Laur      | [ 26 ]          |
| 2001 | Single of the Year                 | „Greed”                | Boston Music Awards    | Nominacja | [ 113 ]         |
| 2001 | Video of the Year                  | „Greed”                | Boston Music Awards    | Nominacja | [ 113 ]         |
| 2001 | Album of the Year                  | Awake                  | Boston Music Awards    | Laur      | [ 26 ]          |
| 2001 | Male Vocalist of the Year          | Sully Erna             | Boston Music Awards    | Laur      | [ 26 ]          |
| 2001 | Act of the Year                    | Godsmack               | Boston Music Awards    | Laur      | [ 26 ]          |
| 2001 | Outstanding Rock Band              | Godsmack               | Boston Music Awards    | Laur      | [ 26 ]          |
| 2002 | Outstanding Rock Band              | Godsmack               | Boston Music Awards    | Laur      | [ 32 ]          |
| 2002 | Male Vocalist of the Year          | Sully Erna             | Boston Music Awards    | Laur      | [ 32 ]          |
| 2003 | Outstanding Rock/Pop Band          | Godsmack               | Boston Music Awards    | Laur      | [ 40 ]          |
| 2006 | Hard Rock Act of the Year          | Godsmack               | Boston Music Awards    | Laur      | [ 45 ]          |